# André-Daniel Laffon de Ladébat

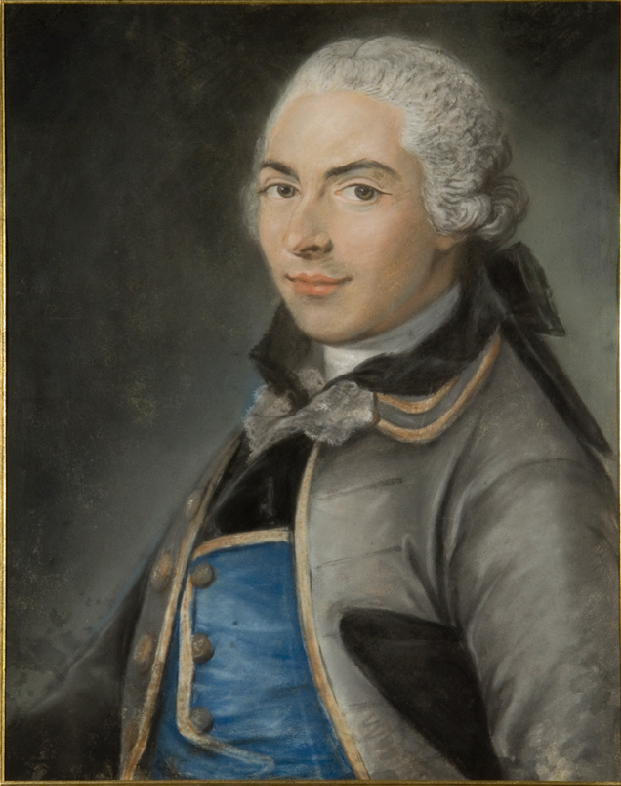
André-Daniel Laffon de Ladébat

André-Daniel Laffon de Ladébat (* 30. November 1746 in Bordeaux; † 14. Oktober 1829 in Paris) war ein französischer Finanzier, Politiker und Philanthrop.

## Leben
André Laffon de Ladebat wurde in Bordeaux, als Sohn des Handelsreeders Jacques-Alexandre Laffon de Ladebat geboren.
Trotz seines Status als Adliger wurde Ladebat 1789 zum Generalstand ernannt. Im Jahr 1790 wurde er zum Abgeordneten der Gironde in die gesetzgebende Versammlung gewählt. Vom 22. Juli bis 7. August 1792 leitete er als Präsident die gesetzgebende Versammlung. Während des Direktoriums wurde er Mitglied der Parlamentskammer Rat der Alten (Conseil des Anciens). Vom 18. August bis 4. September 1797 leitete er den Rat der Alten als Präsident. Er zeichnete sich durch seine Schriften über Finanzen, politische Ökonomie und die Verbesserung der Lebensbedingungen aus.
Er starb in Paris und wurde auf dem Friedhof Père-Lachaise beigesetzt.